# Saimon Fumi
Saimon Fumi (柴門ふみ?, Saimon Fumi; Tokushima, 19 gennaio 1957) è una fumettista giapponese.
La sua opera più conosciuta è Tokyo Love Story, della quale è stato fatto un adattamento live action in formato dorama mandato in onda nel 1991. Nel 1983, l'autrice ha vinto il Kodansha Manga Award "Manga generale", per il manga P.S. Genki Desu, Shunpei, e nel 1992 lo Shogakukan Manga Award "Manga generale" per Kazoku no Shokutaku e Asunaro Hakusho. È sposata con un altro mangaka, Kenshi Hirokane.